# モンドプロセス

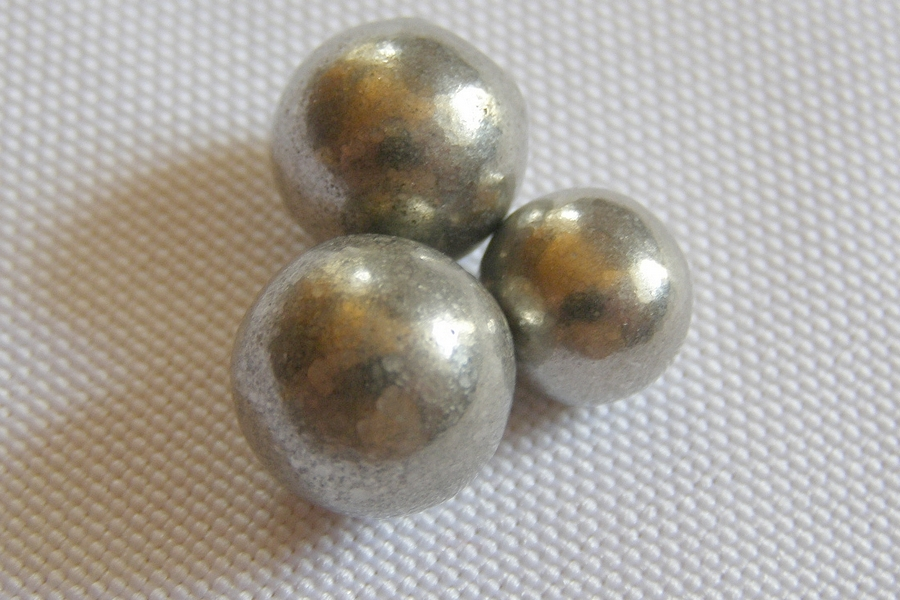
モンドプロセスによって作られたニッケルの球

モンドプロセス(英語：Mond process)とは別名：カルボニルプロセスとしても知られるニッケルを抽出製錬する冶金術の一種である。1890年にルードウィッヒ・モンドによって発明された。このプロセスは19世紀の終わりまでニッケルを得るために商業的に使用されていた。このプロセスは、酸化ニッケルを金属ニッケルに変換し、1回のプロセスで非常に高い純度を実現できた。
このプロセスは、一酸化炭素がニッケルと容易に、かつ可逆的に結合してニッケルカルボニルを生成する性質を利用している。このプロセスで使用される穏やかな条件下では、他の元素は金属カルボニル化合物を形成しない。
このプロセスは一連の流れが反応装置の低温部分から高温部分へ気体が移動する過程で行われ、バッチ処理のように手順を行っているわけではない。
{\displaystyle {\ce {Ni{}+4CO<=>[50-100{\text{°C}}][180-200{\text{°C}}]Ni(CO)4}}}
1. 酸化ニッケルを鉄やコバルトなどの不純物と一緒に200度で水素と一酸化炭素を含む合成ガスと反応させ、不純物とともに還元する。
{\displaystyle {\ce {NiO + H2 -> Ni + H2O}}}
2. 還元された不純物を含むニッケルを常圧のもと、50〜60度で高濃度の一酸化炭素を含むガスと反応させる。ニッケルはニッケルカルボニルになり揮発する。この条件下では不純物は金属カルボニルを作らないので固体のまま残留する。
{\displaystyle {\ce {Ni + 4CO -> Ni(CO)4 ^}}}
3. ニッケルカルボニルと合成ガスの混合物が220〜250度に加熱されると、ニッケルカルボニルが分解されニッケルが固体の金属へ戻る。
{\displaystyle {\ce {Ni(CO)4 -> Ni v + 4CO ^}}}
ステップ2と3は一酸化炭素とニッケルが容易に結合して揮発性錯体を生成し、この錯体が高温で分解してニッケルと一酸化炭素に戻るという特性を利用した化学輸送反応を利用している。分解は粉末を生成するように設計することができるが、より一般的には用意された基板の上で結晶を成長させたりする。たとえば、ニッケルの玉は小さな高温のペレットにニッケルカルボニルを滴下することによって作られる。これにより、ニッケルの層がペレットに堆積して玉になる。
このプロセスは、ニッケルを他の金属にメッキするためにも使用されており、複雑な形状や鋭い角により電気メッキで正確なメッキが困難な形状でも綺麗にメッキできる。欠点はプロセスで使うニッケルカルボニルに極めて強い毒性があるため漏洩が許されず、工業プロセスとしては実用的ではないことである。このような部品は、代わりに無電解ニッケルめっきが使用される。